# Tebing Tinggi (Pulau Punjung)
Tebing Tinggi is een bestuurslaag in het regentschap Dharmasraya van de provincie West-Sumatra, Indonesië. Tebing Tinggi telt 3920 inwoners (volkstelling 2010).